# Отварной картофель

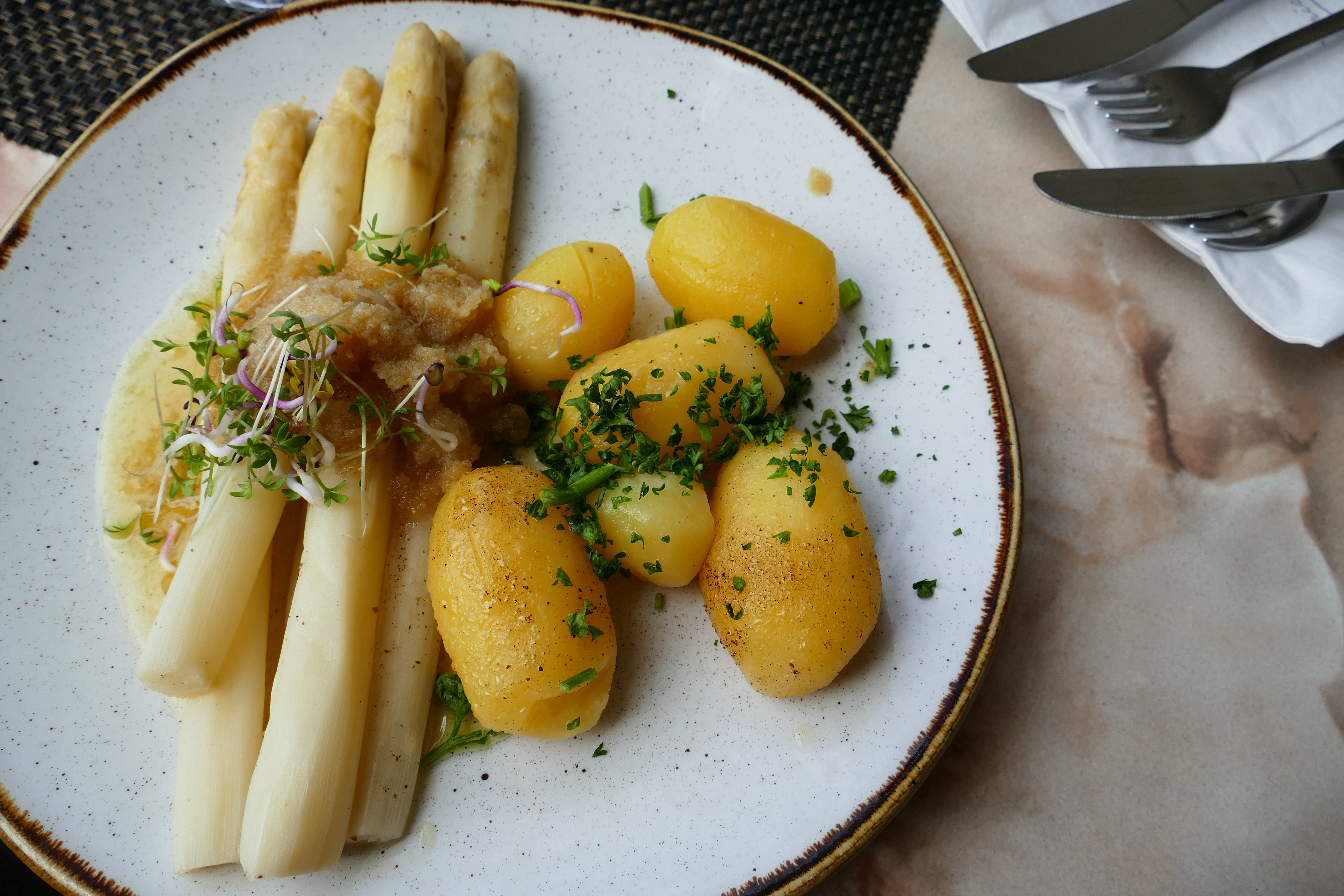
Отварной картофель с белой спаржей

Отварной картофель — простое в приготовлении блюдо из отваренных в подсоленной воде или на пару очищенных от кожуры картофелин. Картофель, отваренный целиком, с кожурой, носит название картофель в мундире. Отварной картофель считается вторым блюдом, часто выступает также гарниром к мясу или рыбе. Для отваривания обычно выбирают однородные картофелины, в русской ресторанной кухне их часто обтачивают в форме бочонков (англез). Воду от сваренного в воде картофеля сливают.
Отварной картофель в русских кулинарных традициях подают на тарелках, порционных блюдах и мельхиоровых сковородках, украшают зеленью. Отдельно к отварному картофелю сервируют растопленное сливочное масло, сметану и томатный или сметанный соусы, а в дополнение — солёные или маринованные грибы или квашеную капусту. На немецком языке отварной картофель называется солёным (нем. Salzkartoffeln).